# Лінійні крейсери типу «Макензен»
Ліні́йні крейсери́ ти́пу «Маке́нзен» (нім. Mackensen-Klasse) — тип незбудованих лінійних крейсерів ВМС Німецької імперії епохи Першої світової війни. В офіційній німпецькій класифікації того часу лінійних крейсерів не було, і цей тип кораблів разом з броненосними крейсерами належав до великих крейсерів (нім. Großer Kreuzer).
Були подальшим розвитком класу «Дерфлінгер». При подібному бронюванні мали нести гармати калібру 350 мм і розвивати на один вузол вищу швидкість ходу. Планувалось будівництво серії з семи кораблів. Три останніх корабля в результаті були перезакладені по типу «Ерзац Йорк». Через початок Першої світової війни будівництво крейсерів сповільнилось, і жоден з них так і не був введений в стрій.

## Історія розробки
У 1912 році після закінчення розробки проєкту лінійного крейсера програми 1913 року - майбутнього «Гінденбурга» - почалася розробка тактико-технічних елементів крейсера програми 1914 року, що проходив у документах під позначенням «Ерзац Вікторія Луїза» .
Збільшення озброєння, бронювання, швидкості і мореплавності безпосередньо залежало від збільшення водотоннажності. Ще при розробці проєкту «Дерфлінгера» обговорювалися варіанти озброєння гарматами калібру 350 мм, але це призводило до зростання водотоннажності вище встановленого морським міністром Тірпіцем ліміту в 30 000 т, і тому від такого варіанту відмовилися.
У цей час були отримані відомості про будівництво нових британських лінкорів типу "Квін Елізабет" з 381-мм гарматами і на чотири вузла вищою, ніж у попередників, швидкістю. Очевидно, що ці кораблі будувалися як швидкохідне крило лінійного флоту. У німецькому флоті ця задача мала виконуватися лінійними крейсерами, і саме вони мали в майбутньому вести бій з новими британськими лінкорами. Тому було знову порушене питання збільшення калібру їх головної артилерії.
13 серпня 1912 морський міністр видав начальнику департаменту проєктування «K» віце-адміралу Рольману завдання на опрацювання варіантів крейсерів з вісьмома 340-мм і вісьмома 350-мм гарматами  і швидкістю, як у «Гінденбурга», - в 27 вузлів. З шести запропонованих варіантів Тірпіц обрав варіант з 340-мм гарматами і зменшеною в порівнянні з іншими на 0,5 вузла швидкістю. Але 14 вересня від цього варіанту відмовилися через низьку швидкість і мореплавність. Подальше опрацювання показало необхідність збільшення водотоннажності до 31 500 т, що було відразу ж відхилено Тірпіцем.
В намаганні вкластися у відведену водотоннажність був запропонований варіант з вісьмома 305-мм гарматами, як на «Гінденбурзі», і збільшеним торпедним озброєнням. Цей варіант був навіть затверджений 30 вересня кайзером. Однак проти цього рішення різко виступили загальний морський департамент «A» (начальник спочатку контр-адмірал Шеєр, потім його змінив віце-адмірал Крозіг) і департамент озброєння «W» (начальник віце-адмірал Гердес).
Департамент проєктування виступив з пропозицією використовувати три- або навіть чотиригарматні башти. Ця пропозиція також викликала заперечення департаментів «A» і «W», але основною причиною відмови від такого варіанту було те, що все одно не вдавалося вкластися в 30 000-тонний ліміт. Тому після бурхливих дебатів, незважаючи на заперечення департаментів «A» і «W», був затверджений проєкт з шістьма 380-мм гарматами. Ці гармати були обрані з метою уніфікації з озброєнням лінкорів типу «Баєрн», що були в розробці. Одна башта розміщувалась в носовій частині, і ще дві - в кормовій, за лінійно-піднесеною схемою. Проєкт фактично приводив до злиття двох типів кораблів - лінійного крейсера і лінкора - в швидкохідний лінкор. Це було улюбленою ідеєю кайзера Вільгельма II, хоча і суперечило закону про флот і призводило до проблем використання крейсерів в закордонних водах.
Цей проєкт був схвалений Тірпіцем 24 квітня 1913 року і 2 травня 1913 року кайзером. Почалася його детальне опрацювання. Однак на початку листопада 1913 року за розпорядженням Тірпіца було відновлено опрацювання проєкту з вісьмома 340-мм гарматами з найменшою можливою водотоннажністю. Департамент «K» також підготував проєкти з 350-мм і 380-мм гарматами, і знову почалося обговорення ескізного проєкту. Оскільки жоден проєкт не вкладався у відведений ліміт, в результаті обговорення Тірпіц погодився на збільшення ліміту водотоннажності до 31 000 т. У цю водотоннажність вдавалося вписати вісім 350-мм гармат. На пропозицію департаменту проєктування при незначному перевищенні ліміту встановити 380-мм гармати Тірпіц відповів відмовою. Тому 8 грудня остаточно зупинилися на варіанті з вісьмома 350-мм гарматами. Не останню роль у цьому зіграла думка командувача німецьким флотом адмірала фон Інгеноля. У своїй доповідній записці 5 грудня 1913 року він стверджував, що 305-мм гармати є достатніми для лінійного крейсера. Так само, як у випадку з легкими крейсерами, він наполягав на встановленні 105-мм гармат замість 150-мм як протимінного калібру. Його думку не підтримали, залишивши 150-мм гармати, але від 380-мм гармат вдруге відмовилися.
У процесі опрацювання було впроваджено запозичене в американців нововведення - бульбоподібний ніс. Інженер німецького морського відомства Шліхтінг займався в Ліхтенраде роботами з оптимізації обводів нового крейсера, і в результаті було прийнято рішення про застосування такої форми носової частини. За рахунок зменшення хвильового опору значення максимальної проєктної швидкості було збільшено з 27 до 28 вузлів при тій же проєктній потужності силової установки.
Розробка велася під керівництвом головного конструктора Анхмунда. Остаточний «проєкт 60» з вісьмома 350-мм гарматами був затверджений кайзером 23 травня 1914 року. Всього була запланована серія з семи кораблів. Оскільки процес проєктування затягнувся, поспіхом були розроблені умови замовлення, і 7 серпня 1914 року будівництво головного корабля «Ерзац Вікторія Луїза» було замовлене верфі «Блом унд Фосс» в Гамбурзі.

## Конструкція

### Корпус

Теоретичний остаточний зовнішній вигляд лінійних крейсерів типу «Макензен»

Нормальна водотоннажність крейсера повинна була скласти 31 000 т, повне — 35 300 т. Довжина корпусу по ватерлінії повинна була бути 223 м, між перпендикулярами — 223,1 м, ширина — 30,4 м, осадка носом 9,3 м, кормою — 8,4 м. Висота борту на міделі була 15 м. Корпус ділився водонепроникними перегородками на 18 відсіків. Подвійне дно простягалося на 92 % довжини корабля. Силовий набір корпусу — поздовжній.
Відмінною особливістю крейсерів типу «Макензен» став бульбовидний ніс. Така форма носової частини, крім зменшення хвильового опору, дозволяла змістити в носову частину башти і машинну установку. За рахунок повніших обводів в носовій частині центр ваги вділося безболісно змістити в ніс, що дозволило виділити місце для розміщення торпедних апаратів за баштою «D». Центр плавучості змістився, що дозволило вкоротити дейдвуди гребних валів і закріпити вали на вільно розміщених кронштейнах. Це помітно заощадило вагу і зменшило опір.
Замість тандемного, як на «Дерфлінгері», розташування стерен було обрано паралельне розміщення двох балансирних стерен за зразком «Фон дер Танна» і всіх німецьких лінкорів. Це підвищило ризик втрати керування від одного торпедного влучання, але зате забезпечило кращу керованість, оскіцльки стерна перебували в зоні дії створюваних гвинтами потоків води.
Для зменшення заливаності кормової частини, виявленої при плаванні «Мольтке» до США, надводний борт був збільшений. Незважаючи на збільшення силуету, що несприятливо позначилось на остійності і підвищило ймовірність влучання снарядів ворога, було прийнято рішення зробити практично пласку верхню палубу, яка плавно піднімалася від корми в ніс, з невеликим прогином в носовій частині. Висота надводного борту в носовій частині становила 8,5 м, на міделі 6,6 м і в кормовій частині 5,7 м. Для порівняння у «Мольтке» борт в кормовій частині становив 4 м, а у «Дерфлінгера» — 4,3 м.
У порівнянні з «Дерфлінгером» башти «Макензена» були розташовані вище — носова башта «А» мала висоту осей гармат 9,2 м над ватерлінією проти 8,2 м. За рахунок збільшеної верхньої ваги метацентрична висота зменшилася, але остійність була досить високою по стандартам німецького флоту. З іншого боку, за рахунок меншої метацентричної висоти і збільшення періоду хитавиці покращилися мореплавні якості.
Крейсери мали дві димові труби. Носова була зміщена в корму відносно котельного відділення, щоб максимально знизити задимлення артилерійського поста на фок-щоглі. Сам артилерійський пост розміщувався на максимально можливій висоті — 37 метрів, як на «Гінденбурзі» і «Баєрні», і обмежувався висотою мостів через Кільський канал в 40 м.
Для розміщення радіоантен фок-щогла була обладнана довгими стеньгами, а позаду кормової димової труби була встановлена трубчаста щогла без рангоута. Спочатку бойові прожектори розміщувалися по дві пари одна над іншою, але за результатами Ютландської битви їх рознесли на дві групи. Крім того, були встановлені поодинокі пости керування вогнем, що змусили підняти адміральський місток.
Від установки заспокійливих цистерн Фрамма відмовилися ще на етапі проєкту, але довелося збільшити довжину скулових кілів. За рахунок великих об'ємів корпусу, утворених верхньою палубою, розміщення екіпажу стало просторішим. А офіцерські каюти, які на «Дерфлінгері» розташовувалися в надбудові, повернулися на своє традиційне розташування в кормовій частині. Центральна частина надбудови була зайнята великою вентиляційною шахтою котельного відділення. У носовій частині були виділені приміщення для постійно діючого лазарету.
Екіпаж корабля повинен був налічувати 1186 осіб, у тому числі 46 офіцерів. При розміщенні адміральського штабу екіпаж збільшувався на 76 осіб, з яких 16 були офіцерами.

### Бронювання
Загалом схема бронювання мало відрізнялася від типу «Дерфлінгер». Основна відмінність полягала у відмові в районі цитаделі від скосів бронепалуби, що було викликано бажанням полегшити завантаження вугілля.
Головний броньовий пояс з цементованої круппівські броні товщиною 300 мм починався за 3 метри перед носової баштою і закінчувався за 3 метри за кормовою баштою. Під водою він звужувався і на 1,7 м нижче ватерлінії закінчувався 150-мм завтовшки. Над ним розташовувався верхній броньовий пояс товщиною 240 мм. Головний броньовий пояс в носі і кормі завершувався траверзами 250-мм товщини, а верхній — 200-мм. До носової крайньої частини головний пояс продовжувався поясом 120-мм товщини, закінчуючись 120-мм перегородкою за 21 м до форштевня. Далі до самого форштевня він йшов товщиною 30 мм. У кормовій частині головний пояс продовжувався поясом 100-мм товщини, закінчуючись в 11 м від ахтерштевня 100-мм перегородкою.
Лобова плита башт головного калібру мала товщину 320 мм, бічні — 200 мм, а задня — 215 мм. Похила частина даху мала товщину 180 мм, а горизонтальна — 110 мм. На «Графі Шпеє» схема бронювання трохи відрізнялася, і лобова плита мала товщину 300 мм, задня — 210 мм, похила частина даху 150 мм, а горизонтальна — 100 мм. Частини барбетів, що виступали над броньовим поясом, мали товщину 290 мм. За верхнім броньовим поясом їх товщина зменшувалася до 120 мм, а на крейсері «Ерзац Фрідріх Карл» до 150 мм. За головним броньовим поясом товщина барбета зменшувалася до 90 мм.
Каземат гармат протимінного калібру захищався бронею товщиною 150 мм. Між гарматами і за ними встановлювалися 20-мм протиуламкові екрани. Стінки носової бойової рубки мали товщину 300—350 мм, біля основи 200 мм, а дах мав товщину 100—150 мм. Кормова бойова рубка мала стінки завтовшки 200 мм і дах 80 мм .
Головна броньова палуба в середній частині корпусу не виходила за межі протимінної перегородки і тому не мала скосів. Вона мала товщину в 30 мм, що збільшувалась до 60 мм над погребами боєзапасу. У носовій частині вона продовжувалась плитами 50-мм товщини. У кормовій частині вона мала товщину 80 мм, доходячи до 110 мм над стерновим приводом.
Верхня броньова палуба проходила по верхній кромці головного броньового поясу і мала в основному товщину 25 мм. Тільки над батареєю 150-мм гармат вона мала товщину в 30-50 мм.
Протиторпедна броньова перегородка в підводній частині корпусу мала товщину 50 мм, збільшуючись до 60 мм в районах погребів боєзапасу. Вище до верхньої палуби вона тривала у вигляді протиуламкової перегородки товщиною 30 мм.
Вугільні бункери, які створювали додатковий захист, розташовувалися в об'ємі за протиторпедною перегородкою лише в районі котельних відділень. У районі машинних відділень і погребів боєзапасу на їх місці знаходилися нафтові танки, бо іншого способу розмістити збільшений запас нафти не було можливості. Для компенсації в цих місцях товщина протиторпедної перегородки була збільшена до 60 мм.

### Озброєння
Озброєння за проєктом складалося з восьми 350-мм 45-каліберних гармат 35 cm/45 SK L/45. Вони розташовувалися в чотирьох двогарматних баштах за лінійно-піднесеною схемою — по дві в носі і кормі. Башти мали отримати позначення Drh LC/1914. Спочатку вони забезпечували кут нахилу -8° і кут піднесення + 16°. Після Ютландської битви ці значення були змінені на -5° і + 20° відповідно.
Традиційно для німецького флоту гармати оснащувалися клиновим затвором системи Круппа. Маса бронебійного снаряду становила 600 кг. Заряд вагою в 224 кг складався з двох частин — переднього в шовковому картузі і основного в латунної гільзи. Снаряду задавалася початкова швидкість 815 м/с. При куті піднесення в 16° забезпечувалася дальність в 20 000 м, при 20° — 23 300 м. Боєкомплект становив 720 снарядів — по 90 снарядів на гармату.
Виготовлені гармати так і не були встановлені на кораблі, але змогли послужити на сухопутному фронті на полях Фландрії, а деякі їхні частини були використані для виготовлення наддалекобійний 210-мм гармат для обстрілу Парижа.
Протимінна артилерія складалася з 150-мм 45-каліберних гармат 15 cm/45 SK L/45, таких самих, як і на всіх інших німецьких лінійних крейсерах. Їх кількість за початковим проєктом становила 14, потім вона була зменшена до 12, імовірно через неможливість організувати подачу боєзапасу. Гармати розташовувалися в казематі на середній палубі. Установки забезпечували кут нахилу -8,5° і кут піднесення + 19°. До загального боєкомплекту входило 1920 снарядів — по 160 на гармату.
Ще на етапі проєктування від неуніверсальних 88-мм гармат відмовилися, і були заплановані до установки вісім 88-мм 45-каліберних зенітних гармат з кутом нахилу -10° і кутом піднесення + 70°. Боєкомплект становив по 450 снарядів на гармату — всього 3600 снарядів.
Крейсер оснащувався п'ятьма підводними торпедними апаратами калібру 600 мм. Від кормового апарату відмовилися, залишивши один носовий і збільшивши кількість бортових до чотирьох. За два апарати перебували перед носовою і за кормової групою башт — поза відсікіами, прикритих протиторпедною перегородкою. Боєзапас, за різними даними, становив від 20 до 27 торпед.

### Енергетична установка
Морське відомство вирішило, що необхідно мати якомога більшу кількість котлів меншої потужності для забезпечення рівномірнішого вироблення пари при пошкодженнях і під час чищення топок. Тому замість початкових чотирьох двосторонніх нафтових і дванадцяти односторонніх вугільних було встановлено вісім двосторонніх нафтових і двадцять чотири односторонніх вугільних котла з можливістю впорскування нафти. Це було значно більше, ніж на попередніх кораблях, і приводило до обваження силової установки і ускладнення її експлуатації.
Котли Шульце-Торнікрофта були встановлені в п'яти котельних відділеннях.
Машинні відділення розташовувалися, як і на «Дерфлінгері», — два між баштами кормової групи, а ще два — з боків башти «Х». Два комплекти турбін Парсонса приводили в обертання чотири вала з трилопатевими гвинтами діаметром 4,2 м. Щоб підвищити ККД силової установки на економічних швидкостях, були встановлені турбіни економічного ходу. Під час руху на малих швидкостях ці турбіни через зубчасту передачу були з'єднані з головними турбінами, а на високих швидкостях відбувалося розчеплення зубчастої передачі. Таке конструктивне рішення дозволило на 20 % підвищити запас ходу на економічній швидкості ходу в 16 вузлів.
Номінальна проєктна потужність на валах була 90000 к. с., що при середніх обертах в 295 об/хв мало забезпечити максимальну швидкість 28 вузлів. Нормальний запас палива становив 800 т вугілля і 250 т нафти. Повний — 4000 т вугілля і 2000 т нафти. Це запас повинен був забезпечити дальність ходу 8000 миль на 14 вузлах.
Кількість відкачувальних помп у порівнянні з «Гінденбургом» було збільшено з 5 до 8. Електроенергією напругою 220 В корабель забезпечували вісім дизель-генераторів загальною потужністю 2320 кВт.

## Будівництво

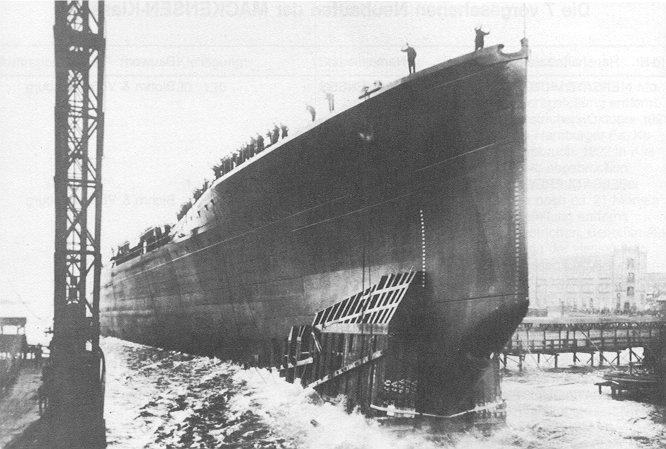
Спуск на воду лінійного крейсера «Макензен»

Кошторисна вартість будівництва становила 66 000 тис. марок або 33 000 тис. рублів золотом. Оскільки процес проєктування затягнувся, поспіхом були розроблені умови замовлення, і 7 серпня 1914 року будівництво головного корабля було замовлене верфі «Блом унд Фосс» в Гамбурзі. 14 серпня тій же верфі було виданло замовлення на другий крейсер - «Ерзац Фрея».
Ще два кораблі були замовлені навесні 1915 року. За планом кораблі мали стати в стрій з літа 1917 року по осінь 1918 року. Будівництво кораблів йшло повільно, оскільки спочатку Німеччина покладала великі надії на швидке закінчення сухопутної війни, а потім у зв'язку з розв'язанням необмеженої підводної війни основні зусилля були спрямовані на будівництво підводних човнів. Тому з чотирьох закладених крейсерів спущено на воду було тільки два, але жоден не був добудований. Ще один корпус був спущений на воду не до кінця добудованим, щоб звільнити стапель. Останні три крейсера вирішили перепроєктувати під 380-мм гармати, і вони були виділені в окремий тип - «Ерзац Йорк».

### «Макензен»
Лінійний крейсер «Ерзац Вікторія Луїза» за програмою 1914 бюджетного року був закладений на верфі «Блом унд Фосс» в Гамбурзі та отримав будівельний № 240. Кіль крейсера був закладений 30 січня 1915 року. Зважаючи на завантаженість верфі іншими роботами спуск на воду замість весни 1916 року відбувся тільки через рік - 21 квітня 1917 року. При спуску на воду крейсер отримав ім'я «Макензен» на честь генерал-фельдмаршала Макензена, що командував об'єднаними німецькими, австро-угорськими та болгарськими військами на Східному фронті в операціях проти Росії, Сербії та Румунії. Обряд хрещення провели генерал-полковник Хеєрінген і дружина Макензена. Будівництво не було закінчене через дефіцит матеріалів і завантаження верфі будівництвом підводних човнів і міноносців. На момент закінчення війни корабель не мав ходу. Помилково, можливо через дії німецької контррозвідки по дезінформації британського Адміралтейства про високу готовність крейсера, «Макензен» був включений до списків кораблів, що підлягають інтернуванню. Крейсер був виключений зі списків флоту 17 листопада 1919 року, в 1921 році проданий на злам і в 1922 році розібраний на метал в Кілі.

### «Граф Шпеє»
Будівництво лінійного крейсера «Ерзац Блюхер» здійснювалося на верфі «Шихау» в Данцигу. Замовлення було видане 15 квітня 1915 року, і крейсер отримав будівельний № 958. Будівництво велося за рахунок коштів військового фонду. Кіль був закладений 30 листопада 1915 року. Будівництво крейсера також велося з затримкою, і замість весни 1917 року він був спущений на воду 15 вересня 1917 року. При спуску він був названий «Граф Шпеє» на честь німецького адмірала Максиміліана фон Шпее, що командував Східно-Азійською ескадрою і загинув зі своїм крейсером «Шарнхорст» в Фолклендському бою. Обряд хрещення провів командувач балтійським флотом і генерал-інспектор флоту принц Генріх Прусський. Роль хресної матері виконала вдова адмірала - графиня Маргарета фон Шпее. Крейсер не була закінчена будівництвом і 17 листопада викреслять зі списків флоту. 28 жовтня 1921 був проданий на злам і переведений в Кіль, де розібраний на метал фірмою «Дойче Верке А. Г.» в 1921-1923 роках.

### «Ерзац Фрея»
Крейсер «Ерзац Фрея» будувався на кошти з військового фонду на верфі «Блом унд Фосс» під будівельним № 241. Крейсер мав отримати ім'я «Принц Етель Фрідріх», але до кінця війни він навіть не був спущений на воду - до закінчення будівлі за планом був ще 21 місяць. Щоб звільнити стапель, він був передчасно спущений на воду і в 1922 році в Гамбурзі розібраний на метал.

### «Ерзац А»
Четвертий крейсер - «Ерзац А» - був закладений на державній верфі у Вільгельмсгафені 3 листопада 1915 року, отримавши будівельний № 35. Корабель планували перейменувати в «Ерзац Фрідріх Карл», а остаточно назвати «Фюрст Бісмарк». Будівництво крейсера не було завершено, і 17 листопада 1919 року його виключили зі списків флоту. Побудовані корпусні конструкції були розібрані на метал у 1922 році.

## Оцінка проєкту
Лінійні крейсери типу «Макензен» стали останніми лінійними крейсерами Німецької імперії, спущеними на воду. Вони були вершиною еволюційного шляху розвитку німецького лінійного крейсера і увібрали в себе найкращі риси попередніх проєктів. Традиційно для німецького лінійного крейсера на високому рівні були бронювання, конструктивний підводний захист і засоби боротьби за живучість. При цьому в новому проєкті німецьким інженерам вдалося підвищити мореплавність за рахунок того, що верхня палуба займала всю довжину корабля. Підвищилося також зручність проживання екіпажу.
Використання бульба і турбіни крейсерського ходу, що відключалася, дозволили підвищити економічність, і по дальності ходу «Макензен» навіть перевершив лінійні крейсери британського флоту, який традиційно надавав великого значення дальності плавання. І якщо попередні типи німецьких крейсерів називалися найкращими крейсерами для Північного моря, то нові лінійні крейсери мали високу мореплавність і достатню дальність для дій в океані. Швидкість нового проєкту також зросла до 28 вузлів, і за цим показником він наблизився до британських лінійних крейсерів другого покоління - крейсерам типу «Лайон» і «Тайгер». Озброєння німецького крейсера в порівнянні з ними було навіть більш потужним, і тому для них він був би дуже сильним супротивником.
| Характеристики артилерії головного калібру капітальних кораблів, закладених до початку Першої світової війни | Характеристики артилерії головного калібру капітальних кораблів, закладених до початку Першої світової війни | Характеристики артилерії головного калібру капітальних кораблів, закладених до початку Першої світової війни | Характеристики артилерії головного калібру капітальних кораблів, закладених до початку Першої світової війни | Характеристики артилерії головного калібру капітальних кораблів, закладених до початку Першої світової війни | Характеристики артилерії головного калібру капітальних кораблів, закладених до початку Першої світової війни | Характеристики артилерії головного калібру капітальних кораблів, закладених до початку Першої світової війни | Характеристики артилерії головного калібру капітальних кораблів, закладених до початку Першої світової війни |
| --- | --- | --- | --- | --- | --- | --- | --- |
| Гармата | 13.5″/45 Mark V                                                                                              | 13.5″/45 Mark V                                                                                              | 15″/42 Mark I                                                                                                | 30.5 cm/50 SK L/50                                                                                           | 35 cm/45 SK L/45                                                                                             | 356-мм гармата зразка 1913 року                                                                              | 381 mm/40 Model 1914                                                                                         |
| Довжина ствола, калібрів                                                                                     | 45 | 45 | 42 | 47,4 (50) | 42,4 (45) | 50,3 (52) | 40 |
| Калібр, мм                                                                                                   | 343 | 343 | 381 | 305 | 350 | 356 | 381 |
| Носії | «Тайгер» | «Тайгер» | «Ріпалс» «Худ» «Квін Елізабет»                                                                               | «Гінденбург»                                                                                                 | «Макензен»                                                                                                   | «Ізмаїл» | «Франческо Караччоло»                                                                                        |
| Рік прийняття на озброєння                                                                                   | 1912 | 1912 | 1915 | 1911 | 1917 | 1931 | 1916 |
| Маса бронебійного снаряду, кг                                                                                | 574,5 | 635 | 871 | 405,5 | 600 | 747,8 | 884 |
| Початкова швидкість, м/с                                                                                     | 787 | 759 | 752 | 855 | 815 | 731,5 | 700 |
| Дульна енергія, МДж                                                                                          | 355,8 | 365,8 | 492,6 | 296,4 | 398,5 | 400,1 | 433,2 |
| Максимальна дальність стрільби, м (при куті піднесення)                                                      | 21 780 (20°)                                                                                                 | 21 710 (20°)                                                                                                 | 21 702 (20°)                                                                                                 | 20 400 (16°)                                                                                                 | 23 300 (20°)                                                                                                 | 23 240 (25°)                                                                                                 | 19 800 (20°)                                                                                                 |

За швидкістю ходу і озброєнням німецький крейсер був дещо гіршим британських лінійних крейсерів третього покоління типів «Рінаун» і «Корейджес». Однак незначна різниця в потужності гармат головного калібру (350 мм проти 381 мм) могла бути компенсована кращою якістю німецьких снарядів і влучністю стрільби. А надто слабке бронювання британських крейсерів, особливо у «Корейджеса», не дозволяло їм сподіватися на ведення тривалого бою з німецьким крейсером без фатальних наслідків.
Німеччина принципово могла б при перерозподілі ресурсів ввести в дію до кінця війни один - два крейсера типу «Макензен». І тоді британському флоту просто нічого було б їм протиставити. Тільки крейсери типу «Рінаун», що увійшли в дію до кінця війни, мали велику швидкість ходу, але, як уже було сказано раніше, володіли занадто слабким бронюванням. Серйозним супротивником для німецького крейсера були б тільки британські швидкохідні лінкори типу "Квін Елізабет", але, як зазначав сам головнокомандувач британського Гранд-Фліту Джелліко, вони все ж мали занадто малу швидкість (25 вузлів проти 28), щоб перебувати в одному строю з лінійними крейсерами і просто не наздогнали б свох противників.
У відповідь на німецькі крейсери британці заклали чотири лінійних крейсера типу «Адмірал». Однак, як показав досвід Ютландської битви, їх захист був недостатнім, і по терміново переробленому проєкту був добудований вже після війни тільки один крейсер - «Худ».
З «Макензеном» вступити в бій також могли й російські лінійні крейсери типу «Ізмаїл». Вони володіли сильнішим озброєнням з дванадцяти 356-мм гармат, але за всіма іншими параметрами програвали німецькому крейсеру. Їх швидкості було недостатньо для того, щоб ухилитися від бою або тримати вигідну дистанцію. А за рівнем бронювання вони були на рівні британських крейсерів з 343-мм гарматами. З досвіду Першої світової війни це було визнано недостатнім, і німецький крейсер виглядає на їх фоні більш збалансованим. Крейсери типу «Ізмаїл», так само як і їхні суперники, були спущені на воду, але не були добудовані. А після революції, незважаючи на спроби добудувати їх за вдосконаленим проєктом, були списані на злам.
Слід зазначити, що не лише в Німеччині розроблялися кораблі, що суміщали в собі ударну міць і бронювання лінкора та швидкість лінійного крейсера, і які фактично передвістили появу нового класу швидкохідних лінкорів. Італія традиційно надавала швидкості своїх кораблів велике значення, і їх закладені в 1914 році і також недобудовані лінкори типу «Франческо Караччоло» при озброєнні з восьми 381-мм гармат мали швидкість 28 вузлів. Платою за це стало зниження рівня бронювання в порівнянні з іншими наддредноутами, але воно було цілком на рівні німецького лінійного крейсера. І хоча італійські лінкори навряд чи б зустрілися в одному бою з німецькими лінійними крейсерами, за паперовими ТТХ важко віддати перевагу будь-кому в передбачуваній дуельної ситуації. Залишається лише шкодувати, що новим німецьким крейсерам, як і їхнім супротивникам, не довелось вчасно вступити в дію і підтвердити свої передбачувані високі якості в бою.
| Порівняльні характеристики європейських капітальних кораблів | Порівняльні характеристики європейських капітальних кораблів | Порівняльні характеристики європейських капітальних кораблів | Порівняльні характеристики європейських капітальних кораблів | Порівняльні характеристики європейських капітальних кораблів | Порівняльні характеристики європейських капітальних кораблів | Порівняльні характеристики європейських капітальних кораблів | Порівняльні характеристики європейських капітальних кораблів | Порівняльні характеристики європейських капітальних кораблів | Порівняльні характеристики європейських капітальних кораблів |
| ------------------------------------------------------------ | ------------------------------------------------------------ | ------------------------------------------------------------ | ------------------------------------------------------------ | ------------------------------------------------------------ | ------------------------------------------------------------ | ------------------------------------------------------------ | ------------------------------------------------------------ | ------------------------------------------------------------ | ------------------------------------------------------------ |
|                                                              | «Гінденбург»                                                 | «Макензен»                                                   | «Тайгер»                                                     | «Рінаун»                                                     | «Худ»                                                        | «Худ»                                                        | «Ізмаїл»                                                     | «Квін Елізабет»                                              | «Франческо Караччоло»                                        |
| Клас                                                         | лінійний крейсер                                             | лінійний крейсер                                             | лінійний крейсер                                             | лінійний крейсер                                             | лінійний крейсер                                             | лінійний крейсер                                             | лінійний крейсер                                             | лінкор                                                       | лінкор                                                       |
| Рік введення у стрій                                         | 1917                                                         | 1918 план                                                    | 1914                                                         | 1917                                                         | проєкт                                                       | 1920                                                         | 1918 план                                                    | 1915                                                         | 1918 план                                                    |
| Вартість, млн рублів золотом                                 | 28 (59 млн марок)                                            | 33 (66 млн марок)                                            | 21 (2,1 млн £)                                               | 26,3 (2,63 млн £)                                            |                                                              | 6,25 млн £                                                   | 29,8                                                         | 21 (2,1 млн £)                                               |                                                              |
| Водотоннажність нормальна, т                                 | 26 947                                                       | 31 000                                                       | 28 430                                                       | 27 947                                                       |                                                              |                                                              | 33 986                                                       | 29 200                                                       | 31 902                                                       |
| Повна, т                                                     | 31 500                                                       | 33 500                                                       | 35 710                                                       | 32 727                                                       | 36 881                                                       | 43 353                                                       | 36 646                                                       | 33 020                                                       | 34 544                                                       |
| Номінальна проєктна потужність СУ, к. с.                     | 72 000                                                       | 90 000                                                       | 85 000                                                       | 112 000                                                      | 144 000                                                      | 144 000                                                      | 68 000                                                       | 56 000                                                       | 105 000                                                      |
| Максимальна проєктна швидкість ходу, вузли                   | 27                                                           | 28                                                           | 28                                                           | 30                                                           | 32                                                           | 31                                                           | 26,5                                                         | 25                                                           | 28                                                           |
| Дальність плавання, миль (вузли)                             | 6100 (14)                                                    | 8000 (14)                                                    | 4900 (18)                                                    | 3650 (10)                                                    |                                                              | 7400 (14)                                                    | 1900                                                         | 4500 (10)                                                    | 8000 (10)                                                    |
| Бронювання, мм                                               |                                                              |                                                              |                                                              |                                                              |                                                              |                                                              |                                                              |                                                              |                                                              |
| Пояс                                                         | 300                                                          | 300                                                          | 229                                                          | 152                                                          | 203                                                          | 305                                                          | 237,5                                                        | 330                                                          | 303                                                          |
| Бойова рубка                                                 | 350                                                          | 350                                                          | 254                                                          | 254                                                          | 254                                                          | 279                                                          | 400                                                          | 280                                                          | 400                                                          |
| Башти, лоб                                                   | 270                                                          | 300                                                          | 229                                                          | 279                                                          | 279                                                          | 380                                                          | 300                                                          | 330                                                          | 400                                                          |
| Барбети                                                      | 260                                                          | 300                                                          | 229                                                          | 178                                                          | 229                                                          | 305                                                          | 247,5                                                        | 254                                                          |                                                              |
| Палуба                                                       | 30—80                                                        | 55—110                                                       | 76                                                           | 76                                                           | 76                                                           | 50—100                                                       | 60                                                           | 70—95                                                        | 50                                                           |
| Озброєння                                                    |                                                              |                                                              |                                                              |                                                              |                                                              |                                                              |                                                              |                                                              |                                                              |
| Головний калібр                                              | 8×305 мм/50                                                  | 8×350 мм/45                                                  | 8×343 мм/45                                                  | 6×381 мм/42                                                  | 8×381 мм/42                                                  | 8×381 мм/42                                                  | 12×356 мм/52                                                 | 8×381 мм/42                                                  | 8×381 мм/40                                                  |
| Допоміжна артилерія                                          | 14×150 мм/45 4×88 мм                                         | 12×150 мм/45 4×88 мм                                         | 12×152мм/45 2×76 мм 4×47 мм                                  | 17×102 мм/45 4×47 мм                                         | 16×140 мм/50 2×76,2 мм                                       | 12×140 мм/50 4×102 мм 4×47 мм                                | 24×130 мм/55 8×75 мм 4×63 мм                                 | 16×152 мм/45 2×76,2 мм 4×47 мм                               | 12×152 мм/45 8×102 мм/45 12×40 мм                            |
| Торпедні апарати                                             | 4×600 мм                                                     | 5×600 мм                                                     | 4×533 мм                                                     | 2×533 мм                                                     | 2×533 мм                                                     | 6×533 мм                                                     | 6×457 мм                                                     | 4×533 мм                                                     | 8×450 мм                                                     |

## Використана література і джерела
1. 1 2 3 4 5  Мужеников, 1998, с. 129.
2. 1 2 3 4  Мужеников, 1998, с. 130.
3. 1 2 3 4 5  Мужеников, 1998, с. 134.
4. ↑  Мужеников, 1998, с. 130-131.
5. 1 2 3 4 5  Мужеников, 1998, с. 132.
6. ↑  Мужеников, 1998, с. 135-136.
7. 1 2 3 4 5  Мужеников, 1998, с. 136.
8. 1 2 3  Мужеников, 1998, с. 137.
9. 1 2  Мужеников, 1998, с. 137-138.
10. 1 2 3 4  Мужеников, 1998, с. 138.
11. 1 2 3 4  Мужеников, 1998, с. 133.
12. 1 2 3 4 5 6  Campbell, 1978, с. 58.
13. ↑  Мужеников, 1998.
14. ↑  Мужеников, 1998, с. 133-134.
15. 1 2 3 4 5 6  Gröner, 1982, с. 87.
16. 1 2 3  Мужеников, 1998, с. 135.
17. 1 2  Gröner, 1982, с. 85.
18. ↑  Conway's, 1985, с. 156.
19. ↑  Conway's, 1985, с. 155.
20. 1 2 3  Мужеников, 1998, с. 139.
21. 1 2 3 4  Roberts, 1997, с. 56.
22. ↑  Gröner, 1982, с. 83.
23. ↑  Conway's, 1985, с. 32.
24. ↑  Conway's, 1985, с. 38.
25. ↑  Conway's, 1985, с. 304.
26. ↑  Conway's, 1985, с. 33.
27. ↑  Conway's, 1985, с. 260.
28. ↑  Roberts, 1997, с. 58.